# Fran Saleški Finžgar
Fran Saleški Finžgar (ur. 9 lutego 1871 w Doslovčach, zm. 2 czerwca 1962 w Lublanie) – słoweński duchowny, pisarz i dramaturg.
W literaturze słoweńskiej jest istotną postacią i znaną przede wszystkim dzięki dłuższym i krótszym opowiadaniom ukazującym wiejskie i mieszczańskie życie. Pisał również sztuki ludowe. Jego dzieła były przeznaczone zarówno dla młodszej, jak i starszej populacji.

## Życiorys
Urodził się w ubogiej rodzinie w Doslovčach, wsi położonej pod Stolmem w Górnej Krainie. Pierwsze lata spędził w domu i wzrastał w ojcowskiej mądrości i dobroduszności. Okres beztroski skończył się wraz z rozpoczęciem pierwszej klasy w Březnicach. Już tam przyciągnął uwagę nauczyciela i burmistrza, którzy przekonali ojca, żeby później posłał syna do trzeciej klasy szkoły podstawowej w Radovljicy. Tam się też nauczył języka niemieckiego. Był wybitnym uczniem. Po ukończeniu szkoły podstawowej w Radovljicy i nauki w domu, od roku 1882 do 1891 uczęszczał do gimnazjum w Lublanie. Doświadczył szyderstwa ze strony innych dzieci i z tego powodu po raz pierwszy w życiu zwalczył wewnętrzny kryzys. Okresy załamania były jeszcze wiele razy obecne w jego życiu. Pierwszą klasę musiał powtarzać, jednakże początkowe problemy szczęśliwie przezwyciężył i w 1891 roku zdał maturę z wyróżnieniem. Naukę kontynuował w seminarium duchownym w Lublanie. Wyświęcony został w 1894 roku. Jako duchowny pracował w Bohinju, w Jesenicach, w Kočevju, w Idrii, Sorze i innych miejscach. W 1918 roku odszedł do ostatniego miejsca w Trnovie pod Lublaną. Tam w 1936 roku odszedł na emeryturę, ale jeszcze aktywnie pracował jako duchowny i pisarz. Do śmierci mieszkał w Lublanie w domu, który zaprojektował architekt Jože Plečnik. Ulica, na której znajduje się dom, teraz nazywa się ulicą im. Frana Saleškego Finžgara.

## Twórczość
W twórczości Frana Saleškego Finžgara charakterystyczne jest to, że ściśle wiąże się z jego życiem. Dzięki powiązaniu z wiejskim społeczeństwem powstały dzieła literackie.
Na początku swojej literackiej drogi pisał również wiersze. Później jednak zaniechał ich pisania. Kontynuował z pisaniem dzieł prozatorskich z zakresu wiejskiego i mieszczańskiego życia. W prawdopodobnie najbardziej znanym dziele pod tytułem Pod svobodnim soncem z podtytułem Povest davnih dedov (1906-1907) ukazał konflikt między Słowianami i Bizantyjczykami. Powieść ma napięta i rozbudowaną historię, która ma za zadanie wspierać naród. W czasie I wojny światowej powstała kronika Prerokovana, która zawiera opowiadania Boji, Prerokbe zore, Kronika gospoda Urbana i inne.
Fran SaleškiFinžgar jest znany ze swoich ludowych opowiadań, przedstawiających świat, którego poznał w okresie młodości (opowiadania Strici, Dekla Ančka, Beli ženin). Jego ludowe sztuki również zaliczają się do tego tematycznego zakresu (Divji lovec, Veriga, Razvalina življenja). Wspomnienia o młodości przedstawił w dziele Let mojega popotovanja (1957). Pisał również dla młodzieży (Študent naj bo, Gospod Hudournik, Makalonca), w jego utworach można dostrzec cele edukacyjne.
Był redaktorem Mladiki i stałym członkiem Słoweńskiej Akademii Nauk i Sztuk.

## Wybrane utwory
- Francetov France – szkic literacki (1892)
- Deteljica – opowiadanie (1899)
- Iz modernega sveta – powieść (1904)
- Na Petelina – szkic literacki (1910)
- Veriga – dzieło dramatyczne (1914)
- Boji – nowela (1916)
- Slike brez okvirja – szkic literacki (1918)
- Polom – szkic literacki (1919)
- Strici – opowiadanie (1926)
- Prek poljskih polj – dziennik (1931)
- Prekvata ovca – historia (1939)
- Kolednikove Prikazni – alegoria (1944)
- Mirna pota – opowiadanie (1951)

## Tytuły
W 1941 roku został uhonorowany tytułem honorowego obywatela Lublany.